# غاري تشارلز
غاري تشارلز (بالإنجليزية: Gary Charles)‏ (13 أبريل 1970 بإنجلترا في المملكة المتحدة - ) هو لاعب كرة قدم بريطاني في مركز الظهير. شارك مع منتخب إنجلترا تحت 21 سنة لكرة القدم ومنتخب إنجلترا لكرة القدم. أما مع النوادي، فقد لعب مع أستون فيلا وبرمنغهام سيتي وديربي كاونتي وليستر سيتي ونادي بنفيكا ونوتينغهام فورست ووست هام يونايتد.

## مسيرته الكروية
لعب غاري تشارلز خلال مسيرته الاحترافية مع 7 أندية في تسعة عشر موسمًا وسجل خلالها 8 أهداف ضمن 216 مباراة. ولم يفز بأي موسم بالكأس أو بالدوري.
خاض غاري تشارلز مسيرته مع نادي نوتينغهام فورست في موسم 1987–88 ليلعب معه ستة مواسم، مشاركًا في 56 مباراة سجل خلالها هدفًا واحدًا. ثم انتقل إلى نادي ديربي كاونتي في موسم 1993–94 ولمدة موسمين، حيث شارك في 61 مباراة سجل خلالها 3 أهداف. لينتقل بعدها إلى نادي أستون فيلا في موسم 1994–95 ليلعب معه خمسة مواسم، مشاركًا في 79 مباراة سجل خلالها 3 أهداف أيضًا. ثم انتقل إلى نادي بنفيكا في موسم 1998–99 لمدة موسم واحد، مشاركًا في 4 مباريات سجل خلالها هدفًا واحدًا. هذا وانتقل لاحقًا إلى نادي وست هام يونايتد في موسم 1999–00 واستمر معه طيلة ثلاثة مواسم، مشاركًا في 5 مباريات ولم يسجل أي هدف.

## وصلات خارجية
- غاري تشارلز على موقع قاعدة بيانات كرة القدم.إي يو (الإنجليزية)
- غاري تشارلز على موقع ناشيونال فوتبول تيمز (الإنجليزية)
- غاري تشارلز على موقع Soccerbase.com (لاعب) (الإنجليزية)
- غاري تشارلز على موقع Soccerway.com (الإنجليزية)
- غاري تشارلز على موقع عالم كرة القدم.نت (الإنجليزية)